# Publio Celio Balbino Vibullio Pio
Publio Celio Balbino Vibullio Pio (in latino Publius Coelius Balbinus Vibullius Pius; fl. II secolo) è stato un politico romano.

## Biografia
Figlio di un certo Publio, probabilmente identificabile con Publio Celio Apollinare, console suffetto nel 111, Publio Celio Balbino Vibullio Pio proveniva dalla Spagna, in particolare dalla città di Italica in Betica, ed era forse imparentato con l'imperatore Traiano. Era altresì probabilmente il padre biologico di Marco Aquilio Publio Celio Apollinare, console nel 169 e adottato nella gens Aquilia.
La sua carriera fu abbastanza rapida, fatto che sembrerebbe indicare una sua vicinanza agli imperatori Traiano e Adriano. Dopo alcuni incarichi militari, tra cui quello di tribuno militare della legione XXII Primigenia, fu infatti elevato al rango di patrizio da Adriano. Divenne quindi flamine Ulpialis, cioè dedito al culto dell'imperatore Traiano, e pretore de fideicommis. Raggiunse infine il consolato nel 137, insieme a Lucio Elio Cesare. Fu inoltre probabilmente legatus Augusti pro praetore in Dalmazia tra il 138 e il 140, regione in cui aveva diversi possedimenti terrieri.